# Sabanas de San Ángel
Sabanas de San Ángel es un municipio de Colombia, situado en el norte del país, en el departamento de Magdalena. Se sitúa a 170 km de la capital departamental, Santa Marta. La población fue fundada en 1607 por los colonizadores españoles, con el nombre de San Antoñito. El municipio se creó en 1999. Su jurisdicción municipal limita al norte con Pivijay, al sur con Nueva Granada y Ariguaní, al este con Algarrobo y El Copey (en el departamento del César) y al oeste con Chibolo y Plato.

## División Político-Administrativa
Además de su Cabecera municipal. Sabana de San Ángel tiene bajo su jurisdicción los siguientes Centros poblados:
- Casa de Tabla
- Céspedes
- El Manantial
- Estación Villa
- Flores de María: conocido por la canción "Alicia Adorada".
- La Horqueta
- Monterrubio
- Pueblito de los Barrios
- San Roque

Además, tiene dos resguardo indígena: Issa Oristunna y Ette Buterilla.